# Otto I van Zwaben
Otto I van Zwaben (954 - Lucca, 1 november 982), lid uit het Ottonengeslacht, was vanaf 973 hertog van Zwaben en vanaf 976 ook hertog van Beieren.
Hij was de enige zoon van Liudolf van Zwaben, oudste zoon van keizer Otto I de Grote en Ida, dochter van Herman I van Zwaben.
Hij werd hertog van Zwaben in 973, in opvolging van Burchard III. Nadat Hendrik II van Beieren ontzet werd uit zijn ambt door zijn revolte tegen keizer Otto II, benoemde de keizer zijn kleinzoon Otto als opvolger.
In 982 begeleidde hij Otto II op zijn campagne tegen de Saracenen in Zuid-Italië. Na de nederlaag in de slag bij kaap Colonna overleefd te hebben, stierf hij in Lucca op de terugtocht, hetzij aan zijn verwondingen, hetzij aan malaria. Hij werd begraven in het Beierse Aschaffenburg.
Van Otto I zijn geen huwelijken of nakomelingen bekend.